# ساينت مادلين (كيبك)
ساينت مادلين (بالإنجليزية: Sainte-Madeleine, Quebec)‏ هي local municipality of Quebec تقع في كندا في Les Maskoutains Regional County Municipality. يقدر عدد سكانها بـ 2,356 نسمة ومساحتها 5.30 كم2 .